# 空中客车A330
空中巴士A330是一款由空中巴士公司所生產的中長程廣體飛機，除引擎的數目外，A330的機翼與機身的設計與A340幾乎相同。在機體方面，其設計取自A300，但其駕駛艙及電傳操縱則是取自A320，以降低航空公司的訓練成本及降低研發開支，而把雙發的A330與四引擎的A340同期研發，是因為空中巴士看到了後來ETOPS的潛力，這標準由投放在市場上的波音767最先獲得認可，波音777客機也是這個標準的一員，於是造就了A330/340家族。
至2025年7月，空中巴士共獲得1,928架A330訂單，當中有1,637架已經交付予客戶，其中1,469架使用中。第1,000架製造的A330已經於2012年7月正式交付予香港國泰航空，而第2,000架A330系列飛機亦於2022年3月交付予美國達美航空。
2014年7月14日，空中巴士宣布A330將設計新一款A330neo，分為A330-800neo及A330-900neo，於2018年12月投入商業飛行，用來取代A330-200及A330-300。在此之後，A330系列又被返稱為A330ceo（Current Engine Option，現發動機選擇）。

## 發展歷程

### 歷史
空中巴士第一架飛機A300被設想成為多樣化家族的商用飛機之一，因此於1970年代初期開始研究A300的衍生產品。空中巴士設計了9種不同的變種並命名為A300B1至A300B9，其中A300B9於1970年代中期開始研發，即現今的A330。
A300B9是A300的機身延長且使用相同的機翼，並搭配當時最強大的渦扇發動機。其目標是在需求增長的中程、高運量、洲際航線佔一席位，並擁有與麥克唐納-道格拉斯DC-10相同的航程及載客量且提高25%的油耗效率，A300B9被視為取代DC-10及洛克希德L-1011的機型。為了與單走道客機開發案代號區隔，A300B9被重新命名為TA9，其中TA代表的是雙走道（Twin Aisle），並使用A340相同的機翼與機身以降低開發成本，節省5億元美元的支出。

### 設計

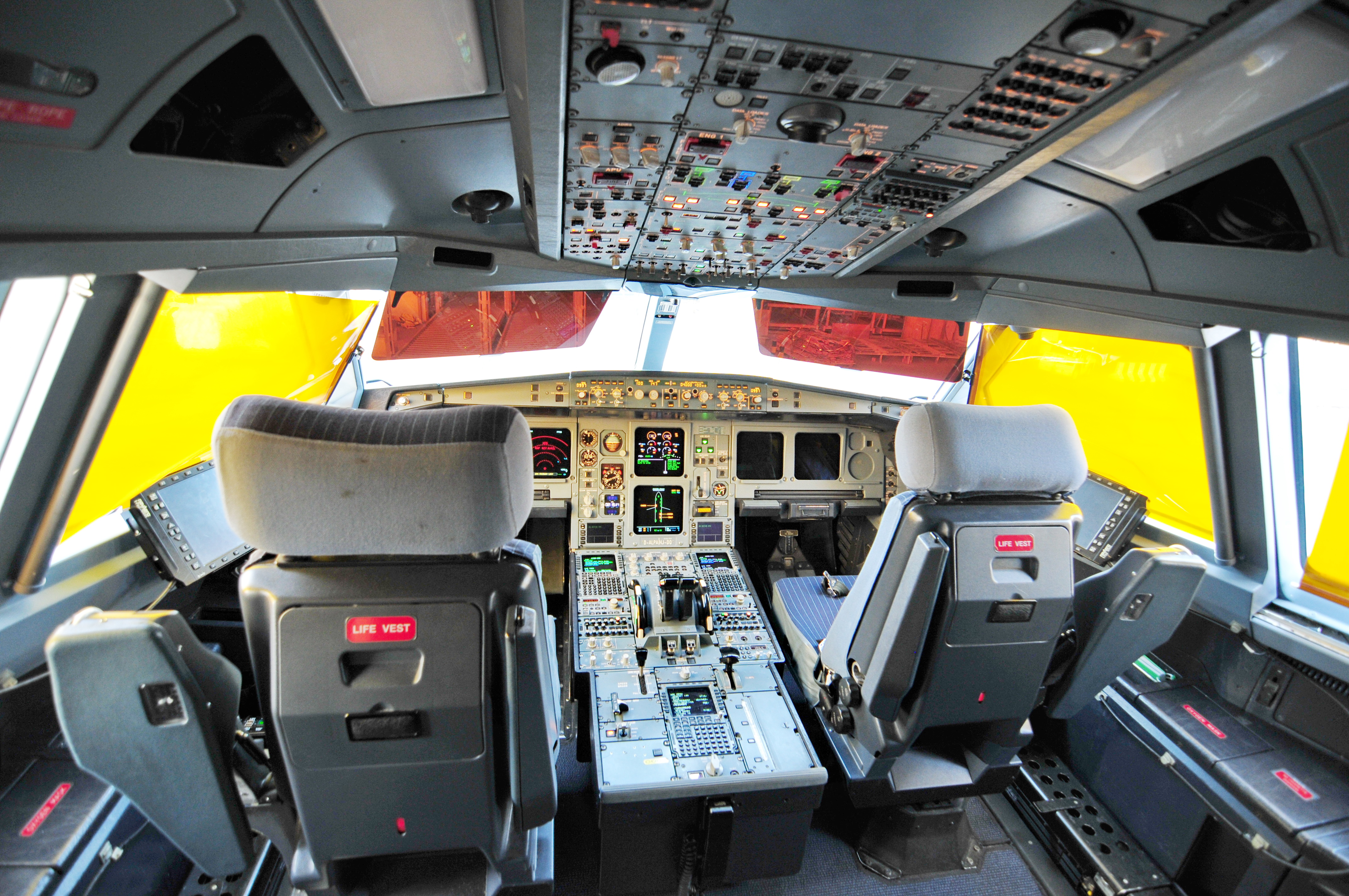
一架柏林航空的空中巴士A330-200的駕駛艙

TA9最早的規格是可容納單艙等下410名旅客，並呈現了較大的下層貨艙容量，其中前段可容納五個貨盤或是16個LD3貨櫃，後段可容納四個貨盤或14個LD3貨櫃，是L-1011和DC-10的兩倍，並將A300延長了8.46公尺。到了1985年6月，TA9獲得了更多的改進，包含使用A320的駕駛艙、數位線傳飛控（fly-by-wire）控制系統以及側桿控制。空中巴士已經開發一個通用駕駛艙，適用於各個機型，幫助駕駛員能夠快速地完成機型轉換以降低公司的訓練成本，駕駛員僅需花2-3天即可轉訓至A340，7天轉訓至A320系列，8天轉訓至A350XWB以及14天轉訓至A380。
A330是一款中型的雙發動機廣體客機。A330和A340與A300-600有許多共通之處，包含相同的機身與客艙寬度（5.54公尺與5.28公尺）及使用相同的複合材料製造垂直尾翼與方向舵。
A330使用與A320系列、A340相同的玻璃座艙駕駛艙，配置電子儀表而非傳統機械式儀表，同時配有電子飛行儀表系統，將各項飛行相關的資訊集中在6個主要顯示螢幕上顯示。
在TA9研發初期，發動機的選擇計畫由三大發動機製造商：奇異、普惠及勞斯萊斯提供。奇異原先計畫於A330上使用CF6-80C2，然而後來的研究指出A330需要更大的推力來增加初始的動力輸出能力，因此奇異將CF6-80C2的風扇擴大至244公分成為CF6-80E1，其可產生300—320 kN（67,000—72,000 lbf）的推力。勞斯萊斯原先計畫使用推力267 kN（60,000 lbf）的遄达600，然而發生與通用電氣一樣的狀況。因此勞斯萊斯同意為A330設計專用的引擎遄达700，其有比原引擎更大的直徑與推力輸出(311 kN（70,000 lbf）)。相同地，普惠亦同意專為A330開發PW4168發動機。
1986年1月27日，空中巴士正式將TA9命名為A330，並向幾個可能的客戶推銷。
許多航空公司打算逐漸淘汰老舊的DC-10。因此空中巴士公司在1987年11月開啟有關A330和A340的計畫。最後指出A330比DC-10多出38%的燃料轉換供率。
空中巴士公司設計了A330款式以打入長程飛行飛機的市場，這個市場已經有一些代表性的飛機如波音767，在2009年11月，A330飛機成為第一個得到ETOPS-240的認證的飛機，這也代表說這個飛機可以從任何機場飛離高達240分鐘，換句話說，它可以飛過大洋或是南極洲等沒有機場的地方。
A330的機身與機翼非常像小型版本的A340，但他們的引擎不一樣，A330機身也相似於較舊的空中巴士A300，其中電腦和系統(線傳飛控)都很相似於空中巴士A320家族的飛機。除此之外，A340和A330都是於法國的土魯斯-布拉尼亞克機場建造。

### 製造與測試

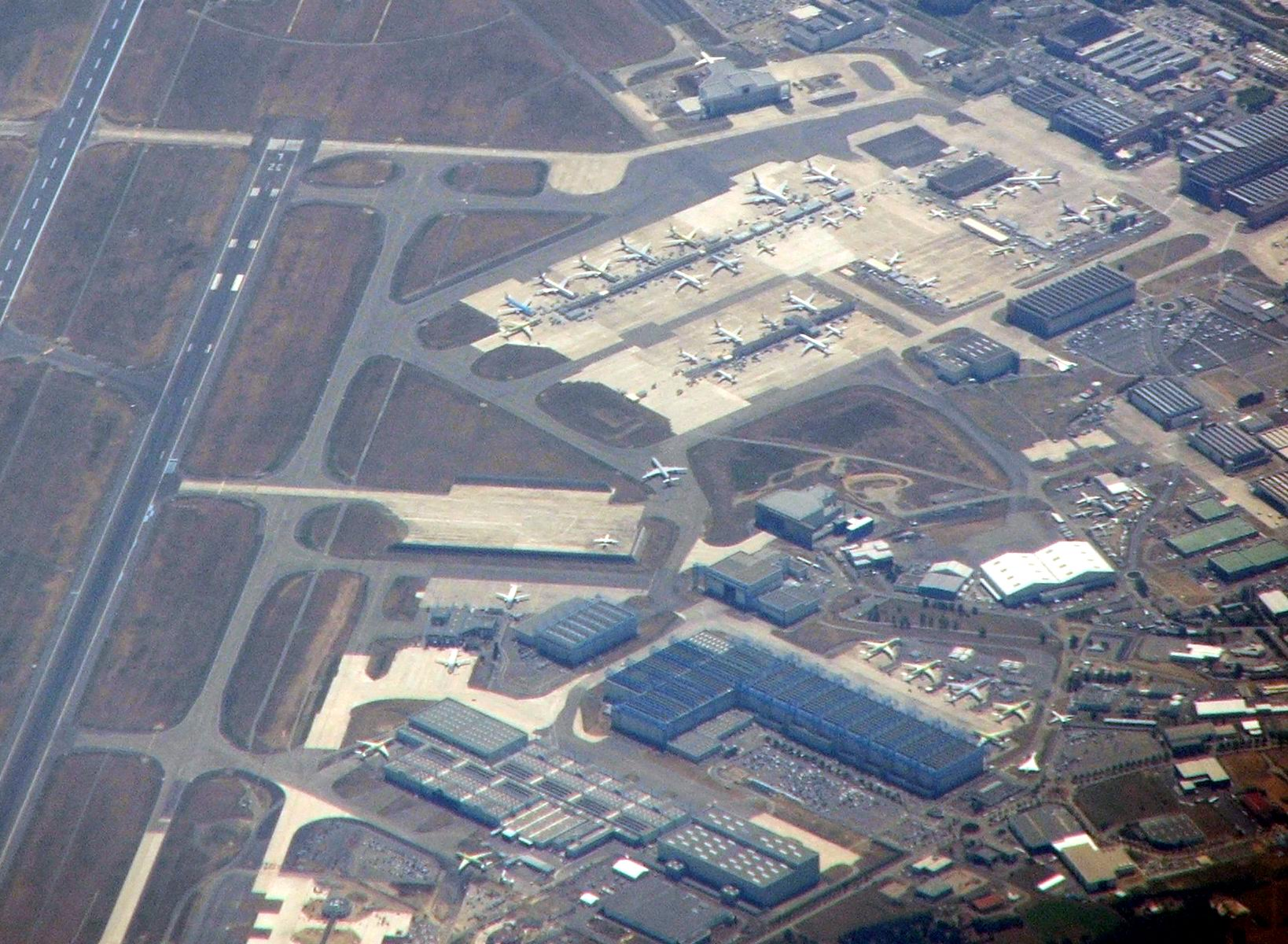
位於图卢兹機場旁的A330最終組裝廠

為了要準備生產A330與A340，空中巴士的合作夥伴投入了大量的資金在新設施上，其中法國在图卢兹機場旁花費約4億元美金興建A330的最終組裝廠。
1987年3月12日，空中巴士收到第一筆訂單，為來自法國的因特航空五架確認訂單以及泰國國際航空的八架訂單。空中巴士隨後表示，A330預計於1993年開始交付。
1992年2月中旬開始第一架A330的機翼與機身的組裝，隨後於3月31日下線（尚未安裝發動機），並於8月掛載CF6-80E1引擎。在靜態測試時，機翼在略低於需求的情形下破壞，隨後機翼製造商BAe (英國宇航)的工程師解決了問題。1992年10月14日第一架完成的A330 出廠，隨後在11月2日完成首飛，裝載了20,980（46,300磅）的測試設備，總重181,840（401,000磅）順利完成試飛，同時也成為當時最大的雙發動機飛機（直到波音777首飛為止）。空中巴士使用6架飛機前後總計飛行1,800小時完成了各項性能測試。
在經過累積1000多個小時飛行時間，完成426項測試後，1993年10月21日，空中巴士收到來自歐洲聯合航空局(JAA)和美國美国联邦航空管理局(FAA)的認證。

### 投入服務與後續發展

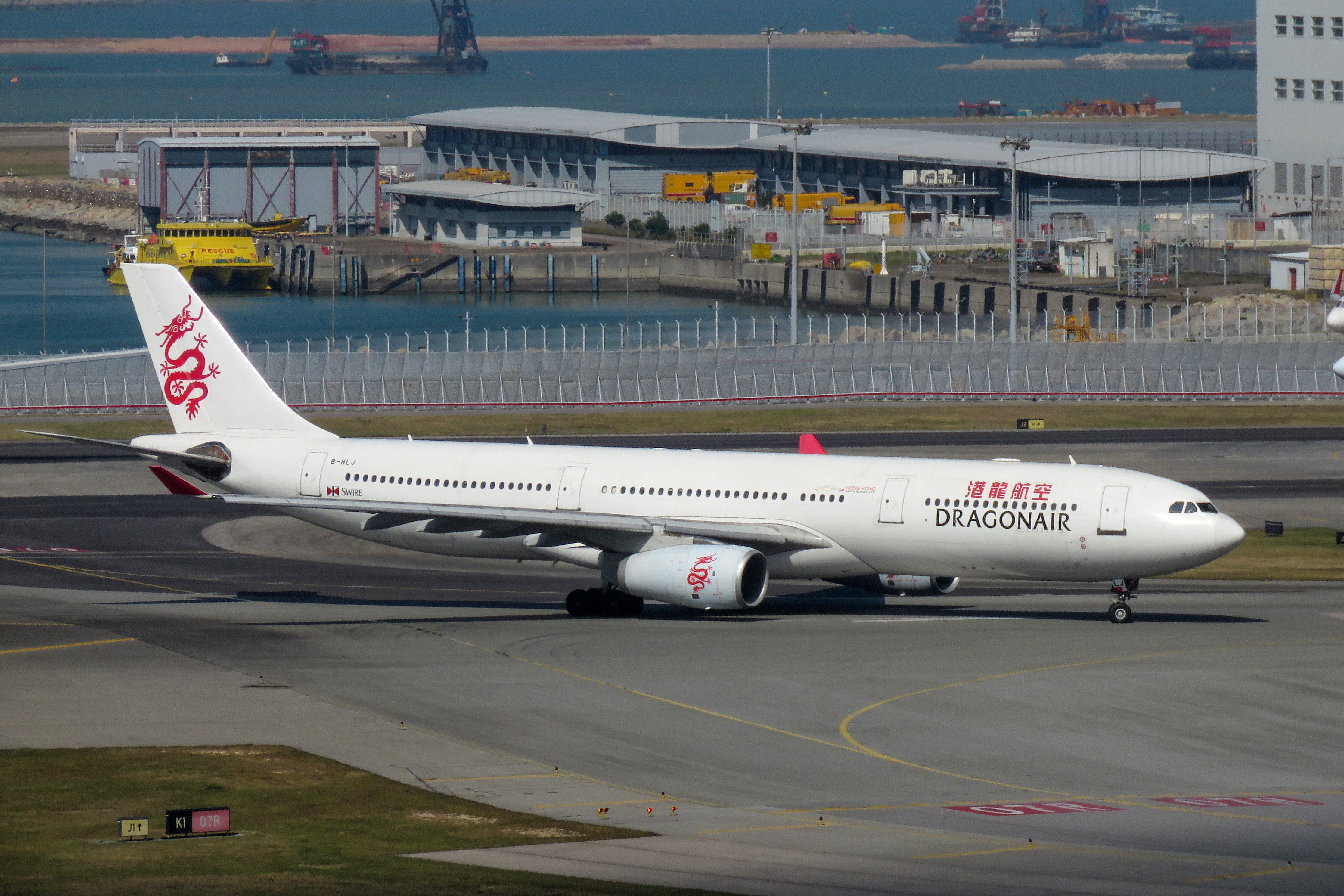
1992年製造的首架A330，該機已於2020年7月17日從國泰港龍航空退役

因特航空為首家營運A330的航空公司，於1994年1月17日開始載客服務。泰國國際航空於1994年下半年接收第一架普惠引擎的A330，並營運曼谷往返台北與首爾的航班。1994年12月22日勞斯萊斯引擎獲得認證後，國泰航空於1995年初接收該引擎的第一架A330。
空中巴士意圖將A330放在雙發延程飛行（ETOPS）的市場上與波音767競爭，並致力於利用線上服務經驗來增加ETOPS核准的時間。A330原先計畫在投入服務時三種引擎皆符合90分鐘的ETOPS標準，並於累積飛行25,000小時候取得120分鐘的ETOPS，最後於1995年累積飛行50,000小時後取得180分鐘的ETOPS，愛爾蘭航空和國泰航空為兩家重要的航空公司協助空中巴士完成這方面的越洋航班飛行小時的認證。2009年11月A330成為第一個取得ETOPS-240（240分鐘的ETOPS）核准的機型。
為了更貼近波音767-300ER服務的市場及因應航空公司的要求，空中巴士研發較小但可飛較遠的飛機A330-200，並希望比波音767-300ER少9%的營運成本。A330-200於1997年8月13日首飛，在完成600多小時的飛行測試後，交付給啟動客戶ILFC租機公司隨後租給加拿大3000航空成為A330-200的首位營運者。
為了接續A300-600F與A310F的訂單，空中巴士於2001年開始銷售A330-200F，並於2009年11月5日首飛，隨後交付給啟動客戶阿提哈德航空。
2011年2月空中巴士宣布A330每月產量由7.5架提升至每月8架，2012年再提升至每月9架，2013年再提升至每月10架。2013年4月達成每月生產10架A330的目標，也是空中巴士廣體客機的最高紀錄。
2013年7月19日，空中巴士交付第1000架A330（B-LBB）給國泰航空，也是空中巴士廣體客機第一個達到交付1000架的目標，同時也是繼波音747、波音767、波音777後第四個達成的廣體客機。
2013年9月25日，空中巴士於北京航展上宣布較低重量的A330-300，用於優化的國內或區域航線以應付龐大的人口與集中的交通量，尤其是中國和印度。區域版A330計畫可乘載400名旅客，並增加效率以降低營運成本。在相對較短但擁擠的航線上，A330的競爭對手為單走道客機，在這樣的條件下，A330的營運成本並不比波音737或空中巴士A321高很多，因此737MAX與A320neo將承諾更高的效率。當航班頻率無法提高時，使用較大的飛機是增加容量唯一的方法。區域版A330的啟動客戶為沙烏地阿拉伯航空。
2014年12月，空中巴士宣布因為訂單減少因此將每月產量由10架降低為9架，未來不排除再降低產量。2015年2月，空中巴士宣布自2016年第一季初起將再降低產量至每月6架，讓A330ceo持續生產至2017年7月，以順利轉換至2017年第一季A330neo的生產。2016年2月24日空中巴士再度宣布2017年起每月產量將由現行的6架提高至7架。
2015年7月26日空中巴士宣布A330也可配置該公司自行研發的跑道衝出預防系統，可以有效提供機師訊息以減少暴露在衝出跑道的風險並提供主動防護措施來增加飛航安全，同時此系統可安裝於生產中或營運中的飛機上，也已通過EASA的認證。該系統會自動計算跑道條件（如乾跑道或濕跑道狀態、風向風速等）所需的停止距離，當系統計算出的停止距離比實際飛機可用的停止距離還長時，系統將會發出警訊提示機師做出對應的動作以防止意外發生，不管飛機處於進場、降落甚至已經觸地的階段都適用。

### A330neo
空中巴士的管理階層一直在思考將A330的設備更新，更高效率的引擎─新引擎選項（New Engine Option，簡稱neo），以便跟波音787競爭。候選的引擎包含通用電气GEnx-1B以及勞斯萊斯遄达1000這兩款引擎的改版，兩家引擎製造商皆對於贏得A330升級引擎獨家合作協議感到興趣。而這兩款發動機皆比現行的發動機重，因此空中巴士將加強機翼以乘載更重的發動機。
空中巴士認為A330neo能在小於4,000海浬的高密度航線取得了大部分的市場優勢，因為波音767已經幾乎停產，而用來替代波音757的波音737-900ER載客量不夠高，相較於其他廣體客機主要設計服務於8,000海浬的航線上，A330neo擁有較便宜的廣體客機營運成本。
空中巴士的新客戶全亞洲航空於2013年12月訂購了25架A330，將推動空中巴士研發一個擁有大幅降低油耗的發動機。全亞洲航空認為A330neo給予航空公司一個新機會去建立一個有利可圖的航班連接吉隆坡與倫敦和巴黎，全亞洲航空曾於2012年使用空中巴士A340嘗試此航線，但A340燃油效率不高導致收入不如預期。CIT租機公司認為在短中程航線乘載250至300名旅客使用A330neo時比起空中巴士A350XWB與波音787能有較高的利潤空間。
延長A330的生產線運行時間可以幫助空中巴士集團保持獲利，但對於A330的重大升級亦可能造成空中巴士一些問題，啟動A330neo計畫會導致短期內空中巴士最賺錢的項目銷售量下降，因為客戶在等待新版本上市。
空中巴士在2014年7月14日的法茵堡航空展上宣布A330-800neo與A330-900neo的計畫，兩款皆擁有242噸的最大起飛重量，並預計於2015年凍結設計，勞斯萊斯將成為獨家的引擎供應商。按照當時的計劃，A330-900neo預計於2017年第四季投入市場，而252人座的A330-800neo則預計於2018年初投入服務。氣動力改進包含了重新設計的扭曲機翼和優化的前緣縫翼，A350形式的翼端將使翼展增加3.7公尺至64公尺。空中巴士預計每座位可節省14%的燃油消耗(原先235噸的A330-300與新的A330-900neo比較)，比起新的242噸A330-300可增加8.5%效率，並且可增加10個座位與新設計的廚房，此可降低5.1%的油耗。
使用112英吋較大的Trent 7000，可比現行235噸A330使用的97英吋發動機增加11%的效率，並且藉由空氣動力的優化增加4%的效益以對抗引擎增大造成1%的阻力與額外的重量造成2%的效率損失。另因座艙座位重新安排，增加座位的關係可減少每座位2%的成本。
2016年9月27日開始進行第一架A330neo的最終組裝，第一架A330neo為A330-900是用來驗證飛機性能及取得認證。
由於引擎研製進度較預期慢，A330-900neo最後延遲到2018年12月才正式投入服務，而A330-800neo更要到2020年11月才開始服役。

## 產品型號

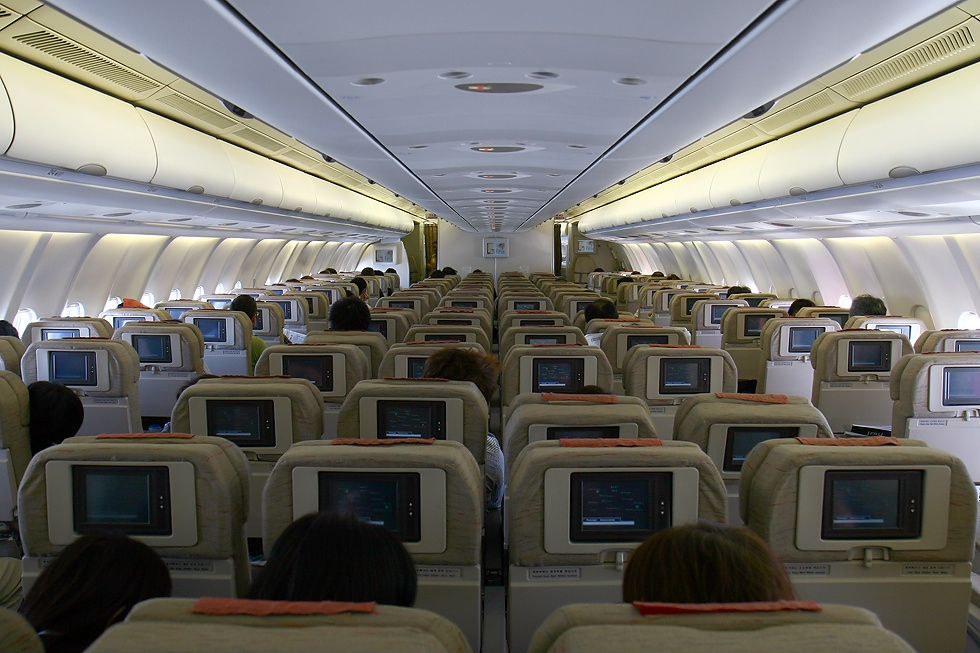
韓亞航空A330-300的經濟客艙

A330共有7個型號，它們分別為A330-300、A330-200、A330-800neo、A330-900neo、A330 MRTT、A330-200F，以及特種貨機A330-700L（Beluga XL）。前四者均為客機機型，後兩者為純貨機與軍用多用途運輸機。
2017年型錄價格如下：（單位：億美金）

- A330-200：2.338
- A330-200F：2.37
- A330-300：2.59
- A330-800neo：2.548
- A330-900neo：2.906

A330-200、A330-200F及A330-300的ICAO機場參考代碼皆為4E；FAA之飛機設計類別皆為V；飛機進場速度分類皆屬C類，而ICAO機場救援與消防分類A330-200及A330-200F皆為8、A330-300則屬於9；FAA機場救援與消防分類中A330-200及A330-200F皆為D、A330-300則屬於E。

### A330-300

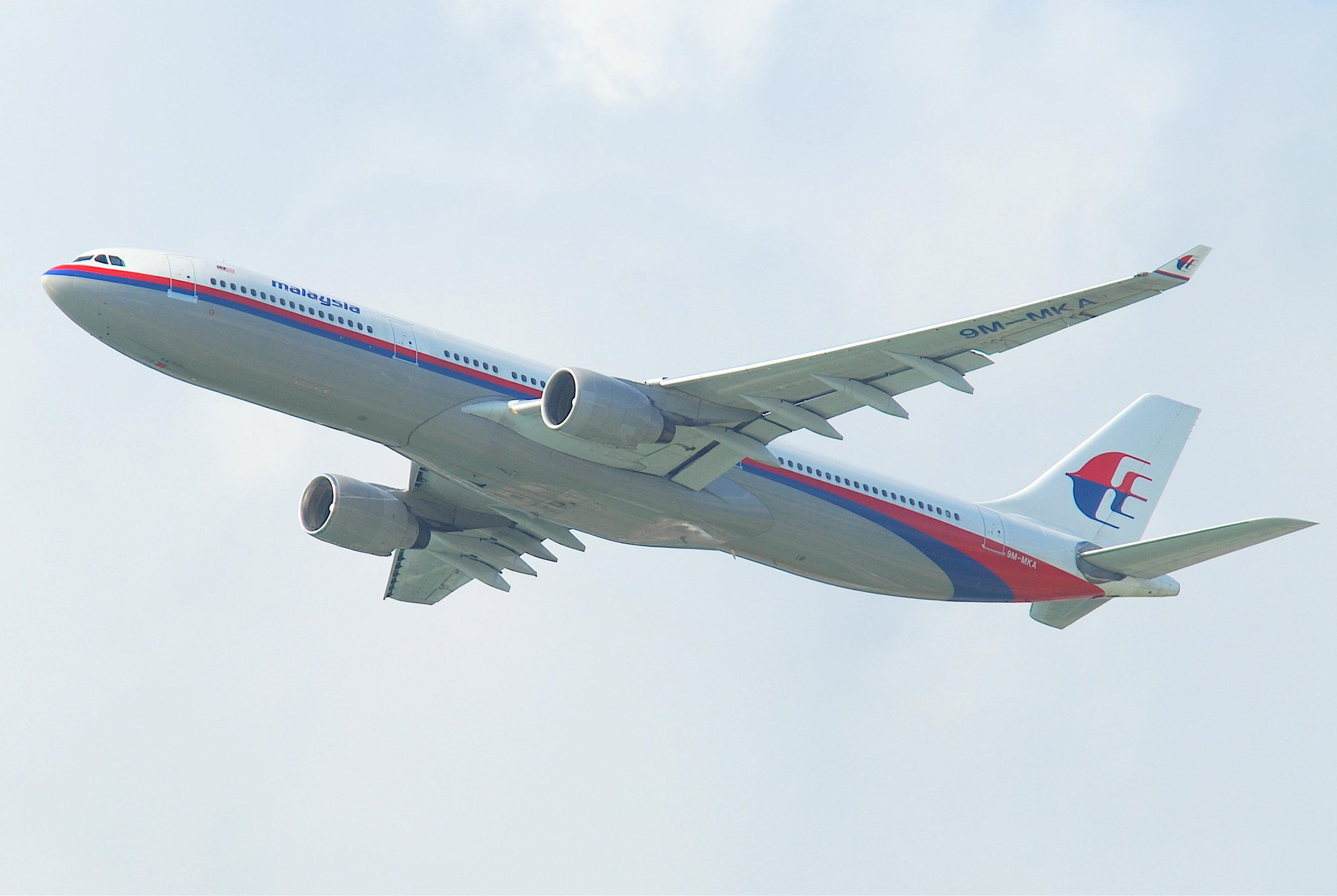
马来西亚航空的A330-300，该机为马来西亚航空首架A330（该机已于2015年退役拆解）

A330-300是為了取代A300而設計的機種，但使用了新款機翼、穩定裝置及新版本的電傳操縱系統軟體。
一架三等式客艙設計的A330-300可載295人，而二級或全經濟客艙則分別可載335及440人，其續航距離為11,750公里（6,350海里）。A330-300於1994年起開始服役，發動機方面可選擇通用電气的CF6-80E1、普惠的PW4000或Trent 700，皆符合雙發延程飛行（ETOPS）的180分鐘標準。
2010年推出增加2噸最大起飛重量（235噸）的A330-300，此版本可增加120海哩航程與1.2噸的載酬。2012年11月，空中巴士再度升級最大起飛重量至242噸，也是首次於A330-300型加裝中央油箱，最大起飛重量242噸的A330-300航程提高500海浬（926公里），燃油消耗降低2%，最長飛行時間可達15小時，換裝新發動機的A330neo就是在最大起飛重量242噸的A330的基礎上進一步改進的。2015年1月12日，第一架最大起飛重量提高到242噸的A330-300在法國圖盧茲成功完成首飛，歷時3個半小時。2015年4月1日，空中巴士取得EASA的認證。空中巴士于2015年5月28日向啟動客戶達美航空交付首架242噸最大起飛重量的A330-300飛機。

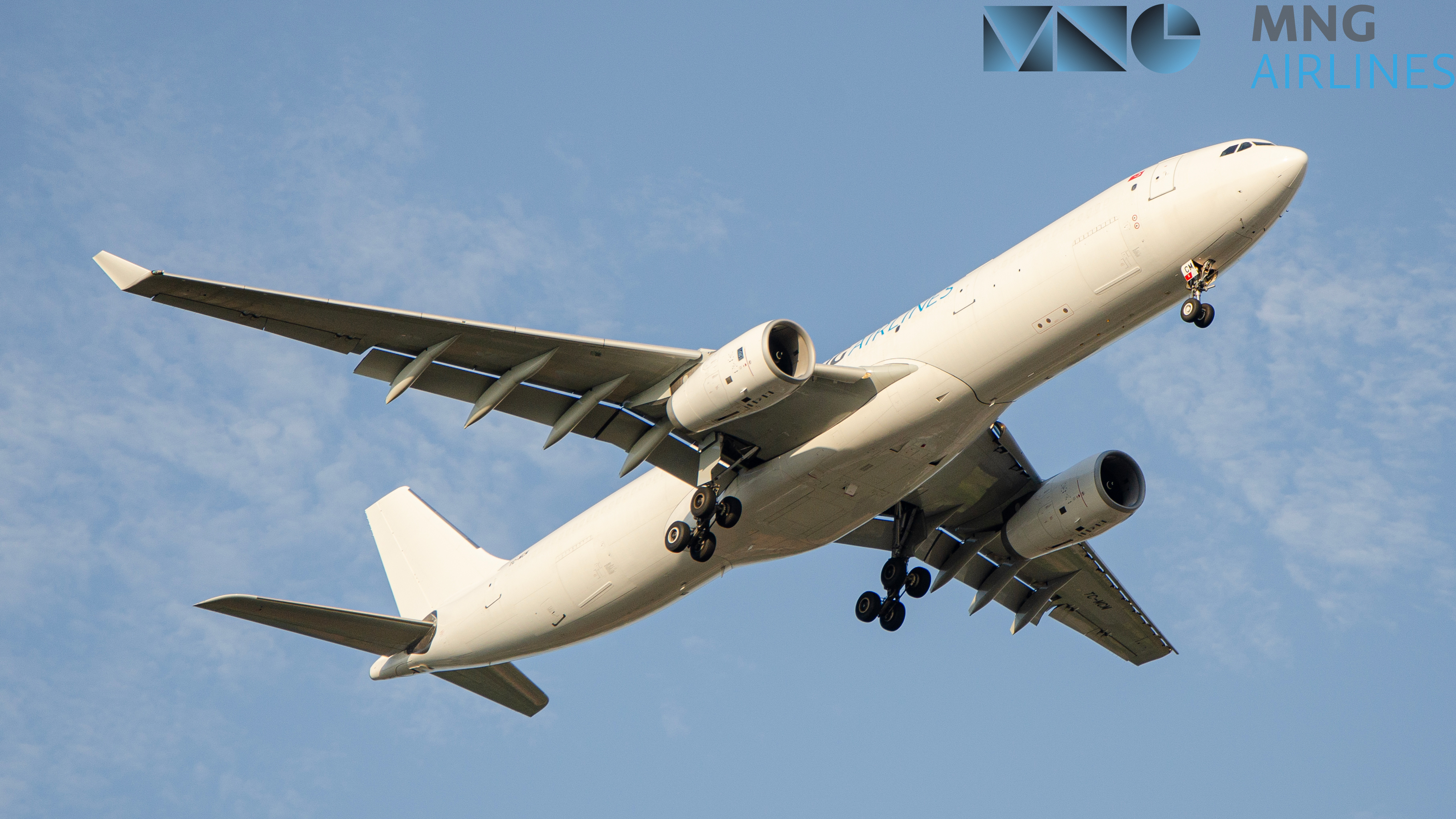
麦纳古航空的A330-343P2F，该机原为中国南方航空的客机，现改为货机

2013年9月，空中巴士發布區域版本的A330（A330 Regional），將最大起飛重量降低至199噸、典型的載客量提升至400人並降低發動機的推力，滿載航程縮短至2,700海浬以因應短程高需求的航線上提供更經濟的飛行，2015年巴黎航展上沙地阿拉伯航空宣布訂購此款客機。
A330-300的同類產品是波音的777-200、777-200ER、787-9和767-400ER，以及麦道MD-11。
目前使用A330-300的航空公司，計有愛爾蘭航空、俄羅斯航空、泛非航空、全亞洲航空公司、马来西亚航空、加拿大航空、加勒比海航空、中國國際航空、歐洲航空、越洋航空、韓亞航空、布魯塞爾航空、國泰航空、宿霧太平洋航空、中華航空、長榮航空、中國東方航空、中國南方航空、深圳航空、科西嘉國際航空、捷克航空、達美航空、國泰港龍航空（已結業）、雪絨花航空、埃及航空、阿提哈德航空、Evelop Airlines、芬蘭航空、加魯達印尼航空、海南航空、Hi Fly、香港航空、西班牙國家航空、I-Fly、捷特航空、荷蘭皇家航空、大韓航空、漢莎航空、阿曼航空、Onur Air、菲律賓航空、澳洲航空、卡達航空、沙烏地阿拉伯航空、北歐航空、Shaheen Air、四川航空、斯里蘭卡航空、瑞士國際航空、泰國國際航空、土耳其航空、美國航空、維珍航空等航空公司。
2020年2月29日，随着最后一架A330-300（生產序號：1951，註冊編號：EI-EIN）交付爱尔兰航空，A330-300正式宣布停产，且生产线正式被其续任者A330-900neo取代。

### A330-200

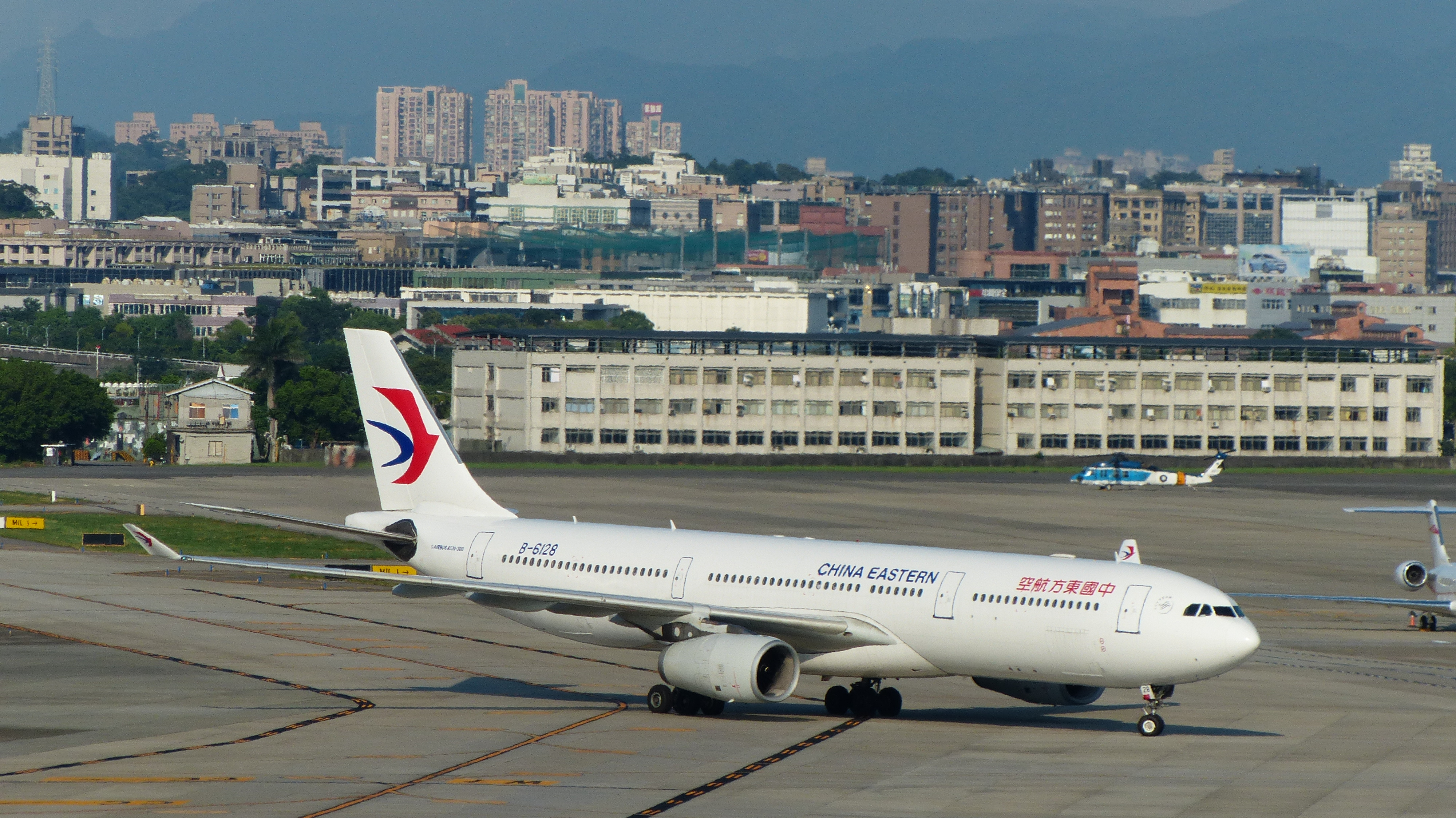
中國東方航空的A330-200為最大的用戶

A330-200是A330-300的短機身與長距離版本，主要是用作取代同廠的A300-600R，以及與波音767-300ER競爭。
由於機身較短的關係，A330-200使用的垂直尾翼比A330-300的高。另外，因A330-200增加中央油箱，其最大起飛重量為242噸，一架擁有三級客艙的A330-200客機，在載有253名乘客的情況下，其續航距離為13,450公里（7,250海里）。
在引擎方面，A330-200使用與A330-300相同的引擎，分別為通用電气的CF6-80E1、普惠的PW4000或勞斯萊斯的Trent 700，全部引擎均切合ETOPS的180分鐘標準，首批A332客機於1998年4月交付予加拿大3000航空（ILFC）及大韓航空。
由於其載重量、耗油表現、續航距離均遠較其主要對手767-300ER來的多和遠，所以A330-200自推出以來，受到不少買家的歡迎，空巴在2004年共售出23架A330-200，比波音767的9架為多。有鑑於此，波音便要求勞斯萊斯及通用電气，設計供波音787客機使用的引擎，其耗油量比A330-200的引擎低15%。2008年空中巴士為了要與波音787競爭，推出增重版A330-200，將A330-200的最大起飛重量提高至238噸，以便增加560公里的航程和3.4噸的載酬，大韓航空為增重版的首發客戶，並於2010年接收該型客機。2012年11月空中巴士再推出242噸最大起飛重量版本的A330-200，此版本可增加350海哩的航程及更多的載酬，並增加發動機與氣動力性能以致能降低2%油耗，此版本客機已於2015年9月8日獲得EASA的認證。
A330-200的同類產品分別為波音767-300ER及787-8。
目前使用A330-200的航空公司，計有愛爾蘭航空、俄羅斯航空、阿根廷航空、泛非航空、阿爾及利亞航空、亞航飛龍航空、亞特蘭大冰島航空、喀里多尼亞航空、加勒比海航空、中國國際航空、歐洲航空、法國航空、格陵蘭航空、毛里裘斯航空、納米比亞航空、加拿大越洋航空、義大利航空、阿瑞克航空、哥倫比亞航空、藍色巴西航空、Berkut Air、BH Air、布魯塞爾航空、首都航空、中國東方航空、中國南方航空、科西嘉國際航空、達美航空、Eaglexpress、雪絨花航空、埃及航空、阿聯酋航空、阿提哈德航空、長榮航空、斐濟航空、加魯達印尼航空、海灣航空、海南航空、夏威夷航空、嗨飛航空、香港航空、伊拉克航空、捷特航空、捷星航空、荷蘭皇家航空、大韓航空、科威特航空、利比亞航空、中東航空、阿曼航空、Onur Air、澳洲航空、卡達航空、皇家約旦航空、SATA International、四川航空、南非航空、斯里蘭卡航空、厄瓜多航空、巴西天馬航空、TAP葡萄牙航空、托馬斯庫克航空、突尼西亞航空、土耳其航空、全美航空、越南國家航空、維珍澳洲航空及Windrose Airlines等航空公司。
2019年7月，最后一架客运型A330-200（出厂注册号：F-HLVN，后注册号改为：EC-NNH）交付西班牙国家航空，标志着A330-200正式停产，其相应生产线被继任者A330-800neo完全取代。

### A330-200F

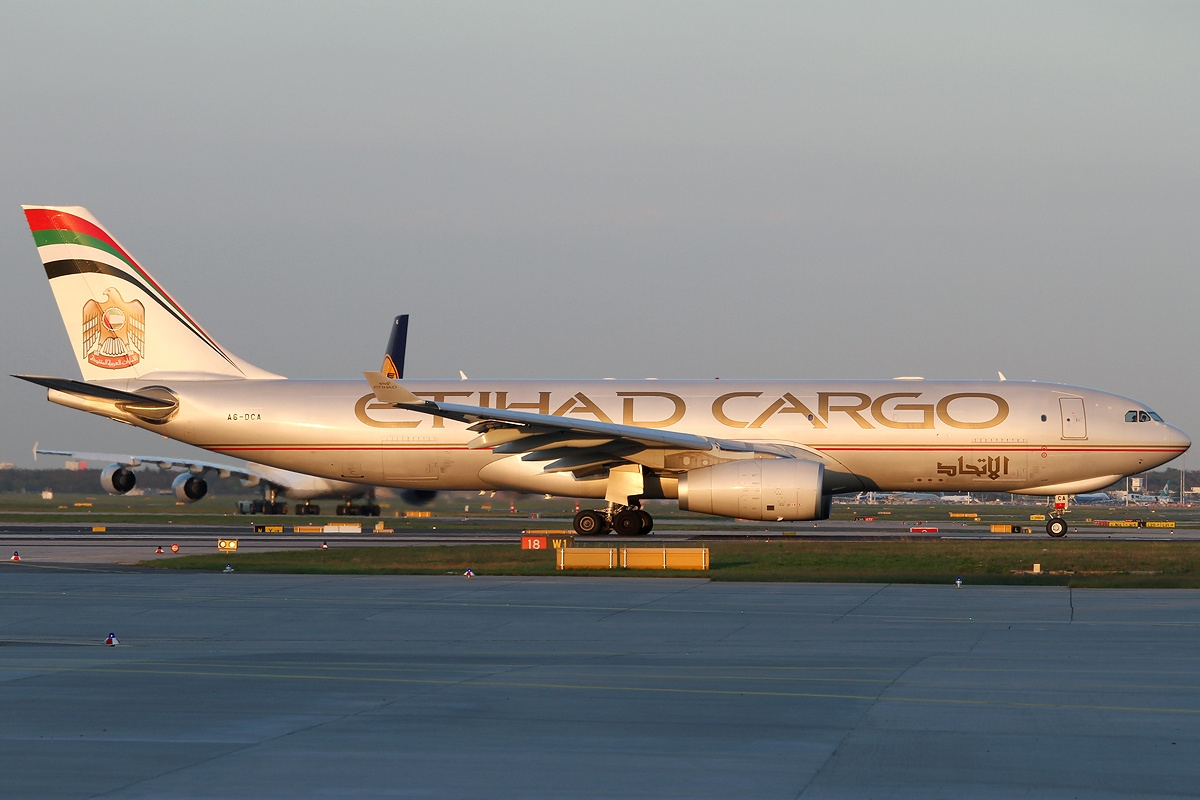
阿提哈德貨運的A330-200F；阿提哈德貨運為A330-200F的啟始客戶

A330-200还衍生出货机版本A330-200F，推出的目的就是用来取代老旧的A300和A310货机，有載酬65噸（航程7,400公里）或70噸（航程5,900公里）兩個版本。货机版本的A330比客机版的明显特征就是前起落架位置造型，在机头下方有一个隆起的大包。那是因为A330/A340原本起落架设计为前矮后高，飞机在地面的状态并非水平状态，考虑到货机版要维持货舱的平衡，所以货机版本的A330要重新设计前起落架。前起落架被安裝在較低位置，空中巴士为了容纳新起落架，在不影響空气动力的情况下，設計出隆起的大包，方便收放新的起落架。發動機可選擇普惠的PW4000或勞斯萊斯的Trent 700。
第一架A330-200F在2009年11月成功試飛，并在2010年8月交付给阿提哈德航空。使用A330-200F的航空公司，計有哥倫比亞航空、阿提哈德航空、四川航空、香港航空、馬來西亞航空、MNG航空、卡達航空、土耳其航空及達飛貨運航空。
截至2025年4月，空中巴士已交付38架。A330-200F的大小介乎波音767-300F與777F之間，但銷量較差。

### A330neo
2014年7月14日，空中巴士將對目前的A330配置升級計畫，A330為當今最暢銷的中運量廣體客機之一，A330neo將全面改良氣動性能，使飛行航程更遠、載客量更高、搭乘更舒適、更省油。
其新機翼設計仿造A350XWB，而發動機採用勞斯萊斯Trent 7000也將是一大亮點。
A330neo已於2018年12月15日正式投入營運，並開發A330-800neo及A330-900neo兩個版本，以取代現行A330-200及A330-300。Airbus A330neo概念圖 （页面存档备份，存于）

#### A330-800neo
A330-800neo預計將取代A330-200，並使用勞斯萊斯Trent 7000發動機及類似A350XWB的翼尖小翼，原本預計於2017年底或2018年初交付給啟動客戶夏威夷航空，但夏威夷航空於2018年宣佈取消訂單並改訂波音787。及後，科威特航空決定下訂8架A330-800neo，取而代之成為啟動客戶。

#### A330-900neo
A330-900neo預計在4,000海浬的航程上每座位將可比A330-300節省約14%的油耗，且可多10個座位，且與A330-800neo一樣裝上10:1旁通比的勞斯萊斯Trent 7000發動機，並擁有320 kN（72,000 lbf）的推力。首批飛機已於2018年11月交付給啟動客戶TAP葡萄牙航空，並在同年12月15日首次服役。
2022年3月10日，註冊號為N417DX的A330-900neo交付達美航空，成為空中巴士生產序號(MSN)第2000架A330/A340系列飛機。

### A330-700L （大白鯨運輸機）(Beluga XL)
2014年11月17日，空中巴士宣布將以A330為基礎建造5架新款A330-700L大白鲸（Beluga）货机，以满足A350XWB及其他机型生产速率提高而日益增长的大部件空中运输需求。首架新大白鲸货机将于2019年年中投入运营，届时将会跟现役的5架A300-600ST大白鲸货机共同承担运送任务，而A300-600ST在新大白鲸出现之后将会在2025年之前退出营运。2015年9月16日空中巴士宣布大白鯨完成概念設計，並命名為Beluga XL，接者將進行細部設計。2016年12月8日開始最終組裝。
A330-700L Beluga XL的規格如下：
- 長度：63.1公尺
- 高度：18.9公尺
- 機身直徑：8.8公尺
- 翼展：60.3公尺
- 機翼面積：361.6平方公尺
- 發動機：勞斯萊斯的Trent 700x 2
- 航程：2,200海哩（於最大載酬53噸時）
- 最大起飛重量（MTOW）：227噸
- 最大著陸重量（MLW）：187噸
- 最大零油重量（MZFW）：178噸

### A330 MRTT
空中巴士A330-200的空中加油機和軍用運輸機衍伸型，並具備改裝為行政專機能力。

### A330-100 （未投產）
于2000年宣布，为A330-200的航程延长版本。在机身设计方面，A330-100采用与A310-300相同的机身设计，而A330-200则采用与A300B4-600R相同的设计，且两款机型全部采用A330使用的新款机翼。
在引擎选项方面，A330-100和A330-200与A330-300一样可选普惠PW4000发动机和通用电气CF6发动机，而劳斯莱斯方面的选项则由原来的Trent 700发动机换为了推力更大的Trent 500。

### A330-400/-600（未投產）
于1996年宣布。其中A330-400采用与A340-600相同的机身长度，而A330-600的機身長度則更大。

## 訂單與交付狀況
截至2025年7月為止，總計有1,637架A330投入服務，其中包含659架A330-200、38架A330-200F、776架A330-300、7架A330-800和157架A330-900。目前全球使用A330前5大的航空公司為達美航空（78架）、土耳其航空（60架）、中國東方航空（56架）、中國國際航空（44架）以及國泰航空（43架）。
|               | 訂單數  | 訂單數 | 交付數  | 交付數 | 交付數 | 交付數 | 交付數 | 交付數 | 交付數 | 交付數 | 交付數 | 交付數 | 交付數 | 交付數 | 交付數 | 交付數 | 交付數 | 交付數 | 交付數 |
| 型號          | 總計    | 積存   | 總計    | 2025   | 2024   | 2023   | 2022   | 2021   | 2020   | 2019   | 2018   | 2017   | 2016   | 2015   | 2014   | 2013   | 2012   | 2011   | 2010   |
| ------------- | ------- | ------ | ------- | ------ | ------ | ------ | ------ | ------ | ------ | ------ | ------ | ------ | ------ | ------ | ------ | ------ | ------ | ------ | ------ |
| A330-200      | 665     | 6      | 659     | 1      | 2      | 3      | 5      | 3      | 5      | 7      | 14     | 16     | 21     | 30     | 28     | 43     | 37     | 40     | 32     |
| A330-200F     | 38      | 0      | 38      | –      | –      | –      | –      | –      | –      | –      | –      | 2      | 3      | 3      | 5      | 8      | 8      | 4      | 5      |
| A330-300      | 776     | 0      | 776     | –      | –      | –      | 4      | 1      | 1      | 5      | 32     | 49     | 42     | 70     | 75     | 57     | 56     | 43     | 50     |
| -- A330ceo -- | 1,479   | 6      | 1,473   | 1      | 2      | 3      | 9      | 4      | 6      | 12     | 46     | 67     | 66     | 103    | 108    | 108    | 101    | 87     | 87     |
| A330-800      | 12      | 5      | 7       | –      | –      | –      | 3      | 1      | 3      | –      | –      | –      | –      | –      | –      | –      | –      | –      | –      |
| A330-900      | 437     | 280    | 157     | 13     | 32     | 29     | 20     | 11     | 10     | 41     | 3      | –      | –      | –      | –      | –      | –      | –      | –      |
| -- A330neo -- | 449     | 285    | 164     | 13     | 32     | 29     | 23     | 12     | 13     | 41     | 3      | –      | –      | –      | –      | –      | –      | –      | –      |
| (A330 系列)   | (1,928) | (291)  | (1,637) | (14)   | (34)   | (32)   | (32)   | (16)   | (19)   | (53)   | (49)   | (67)   | (66)   | (103)  | (108)  | (108)  | (101)  | (87)   | (87)   |

|               | 交付數 | 交付數 | 交付數 | 交付數 | 交付數 | 交付數 | 交付數 | 交付數 | 交付數 | 交付數 | 交付數 | 交付數 | 交付數 | 交付數 | 交付數 | 交付數 | 交付數 |
|               | 2009   | 2008   | 2007   | 2006   | 2005   | 2004   | 2003   | 2002   | 2001   | 2000   | 1999   | 1998   | 1997   | 1996   | 1995   | 1994   | 1993   |
| ------------- | ------ | ------ | ------ | ------ | ------ | ------ | ------ | ------ | ------ | ------ | ------ | ------ | ------ | ------ | ------ | ------ | ------ |
| A330-200      | 38     | 49     | 42     | 39     | 29     | 25     | 19     | 36     | 16     | 27     | 40     | 12     | –      | –      | –      | –      | –      |
| A330-200F     | –      | –      | –      | –      | –      | –      | –      | –      | –      | –      | –      | –      | –      | –      | –      | –      | –      |
| A330-300      | 38     | 23     | 26     | 23     | 27     | 22     | 12     | 6      | 19     | 16     | 4      | 11     | 14     | 10     | 30     | 9      | 1      |
| -- A330ceo -- | 76     | 72     | 68     | 62     | 56     | 47     | 31     | 42     | 35     | 43     | 44     | 23     | 14     | 10     | 30     | 9      | 1      |
| -- A330neo -- | –      | –      | –      | –      | –      | –      | –      | –      | –      | –      | –      | –      | –      | –      | –      | –      | –      |
| (A330 系列)   | (76)   | (72)   | (68)   | (62)   | (56)   | (47)   | (31)   | (42)   | (35)   | (43)   | (44)   | (23)   | (14)   | (10)   | (30)   | (9)    | (1)    |

資料更新至2025年6月底。

## 性能規格

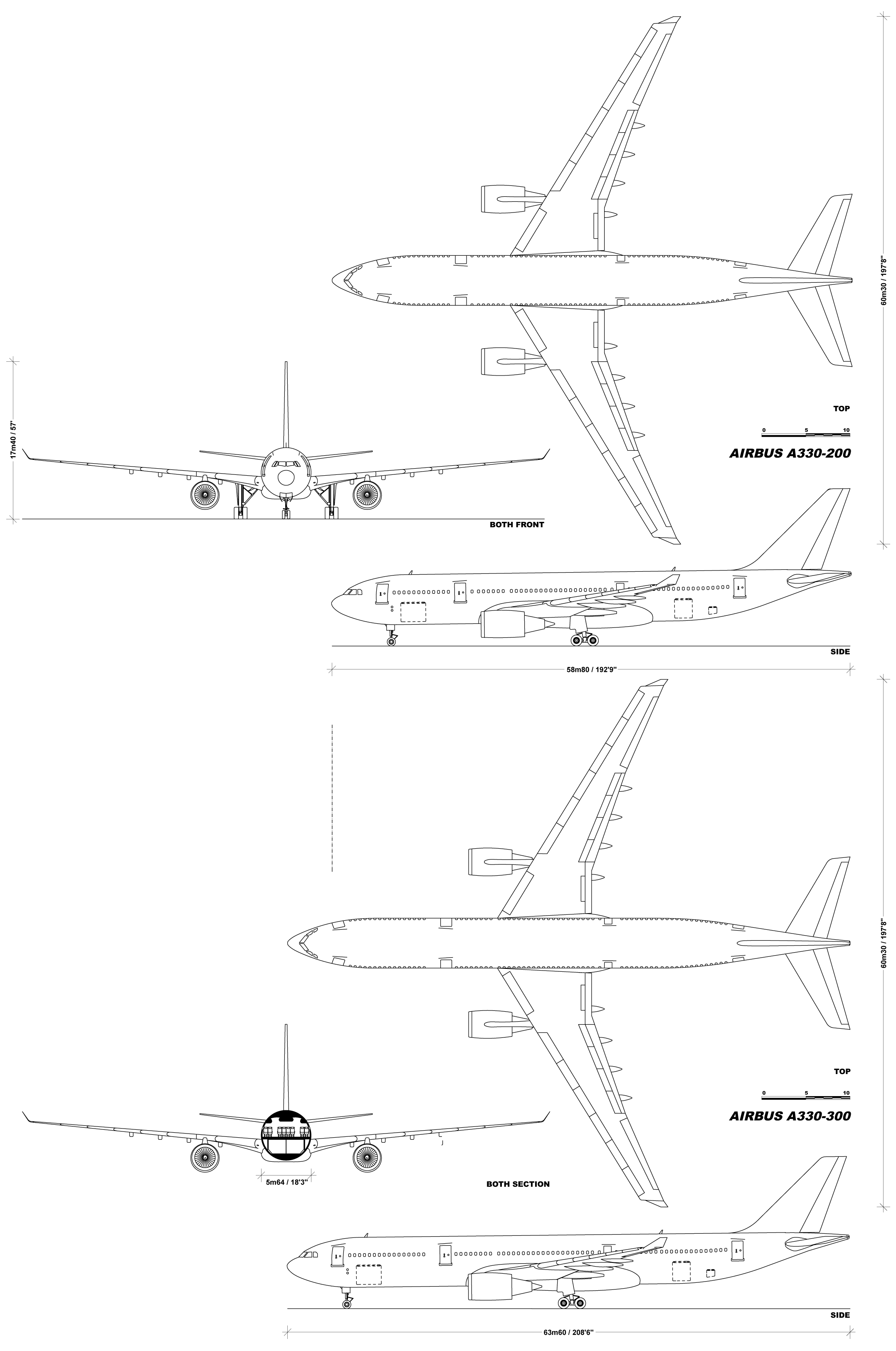
A330家族

|                                                                    | A330-200                                                                               | A330-200F                                                                            | A330-300 / A330區域版                                                                      | A330-800neo                                                                          | A330-900neo                                                                          |                    |
| ------------------------------------------------------------------ | -------------------------------------------------------------------------------------- | ------------------------------------------------------------------------------------ | ------------------------------------------------------------------------------------------ | ------------------------------------------------------------------------------------ | ------------------------------------------------------------------------------------ | ------------------ |
| 最小驾驶舱机组人数                                                 | 2                                                                                      | 2                                                                                    | 2                                                                                          | 2                                                                                    | 2                                                                                    |                    |
| 最小客艙組員人數                                                   | 旅客座位數400人或以下：8人 旅客座位數400人以上：9人                                    | N/A                                                                                  | 旅客座位數400人或以下：8人 旅客座位數400人以上：9人                                        | 旅客座位數400人或以下：8人 旅客座位數400人以上：9人                                  | 旅客座位數400人或以下：8人 旅客座位數400人以上：9人                                  |                    |
| 典型 载客量                                                        | 253（三级客舱配置） 293（两级客舱配置） 375：（可选项）406                             | 12（除货物外）                                                                       | 295（三级客舱配置） 335（二级客舱配置） 400（區域版客艙） 375：（可选项）440               | 257（三级客舱配置） 406（一级客舱最大载客量）                                        | 287（三级客舱配置） 440（一级客舱最大载客量）                                        |                    |
| 机身长度                                                           | 58.82（193英尺0英寸）                                                                  | 58.82（193英尺0英寸）                                                                | 63.69（208英尺11英寸）                                                                     | 58.82（193英尺0英寸）                                                                | 63.69（208英尺11英寸）                                                               |                    |
| 翼展                                                               | 60.3（197英尺10英寸）                                                                  | 60.3（197英尺10英寸）                                                                | 60.3（197英尺10英寸）                                                                      | 64（210英尺0英寸）                                                                   | 64（210英尺0英寸）                                                                   | 64（210英尺0英寸） |
| 翼面积                                                             | 361.6平方（3,892平方英尺）                                                             | 361.6平方（3,892平方英尺）                                                           | 361.6平方（3,892平方英尺）                                                                 | N/A                                                                                  | N/A                                                                                  |                    |
| 后掠角                                                             | 30°                                                                                    | 30°                                                                                  | 30°                                                                                        | N/A                                                                                  | N/A                                                                                  |                    |
| 高度                                                               | 17.39（57英尺1英寸）                                                                   | 16.90（55英尺5英寸）                                                                 | 16.79（55英尺1英寸）                                                                       | 17.39（57英尺1英寸）                                                                 | 16.79（55英尺1英寸）                                                                 |                    |
| 客舱宽度                                                           | 5.28（17英尺4英寸）                                                                    | 5.28（17英尺4英寸）                                                                  | 5.28（17英尺4英寸）                                                                        | 5.28（17英尺4英寸）                                                                  | 5.28（17英尺4英寸）                                                                  |                    |
| 座椅宽度                                                           | 一排8座位经济舱情况下为18英寸（45.7），一排9座位高密度经济舱情况下为16.5英寸（41.9）   | 一排8座位经济舱情况下为18英寸（45.7），一排9座位高密度经济舱情况下为16.5英寸（41.9） | 一排8座位经济舱情况下为18英寸（45.7），一排9座位高密度经济舱情况下为16.5英寸（41.9）       | 一排8座位经济舱情况下为18英寸（45.7），一排9座位高密度经济舱情况下为16.5英寸（41.9） | 一排8座位经济舱情况下为18英寸（45.7），一排9座位高密度经济舱情况下为16.5英寸（41.9） |                    |
| 机身宽度                                                           | 5.64（18英尺6英寸）                                                                    | 5.64（18英尺6英寸）                                                                  | 5.64（18英尺6英寸）                                                                        | 5.64（18英尺6英寸）                                                                  | 5.64（18英尺6英寸）                                                                  |                    |
| 機身高度                                                           | 5.64米（18英尺6英寸）                                                                  | 5.64米（18英尺6英寸）                                                                | 5.64米（18英尺6英寸）                                                                      | 5.64米（18英尺6英寸）                                                                | 5.64米（18英尺6英寸）                                                                |                    |
| 主輪外緣距離                                                       | 12.61米（41英尺4英寸）                                                                 | 12.61米（41英尺4英寸）                                                               | 12.61米（41英尺4英寸）                                                                     | 12.61米（41英尺4英寸）                                                               | 12.61米（41英尺4英寸）                                                               |                    |
| 货舱容积                                                           | 132.4立方（4,680立方英尺）                                                             | 469.2立方（16,570立方英尺）                                                          | 158.4立方（5,590立方英尺）                                                                 | 136.0立方（4,800立方英尺）                                                           | 162.8立方（5,750立方英尺）                                                           |                    |
| 最大滑行重量 （MTW）                                               | 242,900（535,500磅）                                                                   | 233,900（515,700磅）                                                                 | 242,900（535,500磅）                                                                       | 251,900（555,300磅）                                                                 | 251,900（555,300磅）                                                                 |                    |
| 最大起飞重量 （MTOW）                                              | 242,000（534,000磅）                                                                   | 233,000（514,000磅）                                                                 | 242,000（534,000磅） 199,000（439,000磅）（區域版）                                        | 251,000（553,000磅）                                                                 | 251,000（553,000磅）                                                                 |                    |
| 最大着陆重量 （MLW）                                               | 186,000（410,000磅）                                                                   | 187,000（412,000磅）                                                                 | 187,000（412,000磅）                                                                       | 188,000（414,000磅）                                                                 | 191,000（421,000磅）                                                                 |                    |
| 最大零油重量 （MZFW）                                              | 170,000（370,000磅）                                                                   | 178,000（392,000磅）                                                                 | 175,000（386,000磅）                                                                       | 176,000（388,000磅）                                                                 | 181,000（399,000磅）                                                                 |                    |
| 空载重量                                                           | 119,600（263,700磅）                                                                   | 109,000（240,000磅）                                                                 | 124,500（274,500磅）                                                                       | N/A                                                                                  | N/A                                                                                  |                    |
| 巡航速度                                                           | 0.82马赫 (871每小時或470節或541英里每小時在 11,000或36,000英尺)                        | 0.82马赫 (871每小時或470節或541英里每小時在 11,000或36,000英尺)                      | 0.82马赫 (871每小時或470節或541英里每小時在 11,000或36,000英尺)                            |                                                                                      |                                                                                      |                    |
| 最大巡航速度                                                       | 0.86马赫 (913每小時或493節或567英里每小時 在 11,000米或36,000英尺)                     | 0.86马赫 (913每小時或493節或567英里每小時 在 11,000米或36,000英尺)                   | 0.86马赫 (913每小時或493節或567英里每小時 在 11,000米或36,000英尺)                         | Mach 0.86（496 kn；918 km/h）                                                        | Mach 0.86（496 kn；918 km/h）                                                        |                    |
| 最大航程（满载情况下）                                             | 7,250海里（13,430）                                                                    | 4,000海里（7,400） （65吨负载） 3,200海里（5,900） （70吨负载）                      | 6,350海里（11,760） 2,700海里（5,000）（區域版）                                           | 7,500海里（13,900），8,150海里（15,090） with 251t MTOW                              | 6,550海里（12,130），7,200海里（13,300） with 251t MTOW                              |                    |
| 最大起飞重量下的起飞距离 （海平面气压， 装备劳斯莱斯湍达772B引擎） | 2,770（9,090英尺）                                                                     | 2,580（8,460英尺）                                                                   | 2,770（9,090英尺）                                                                         | N/A                                                                                  | N/A                                                                                  |                    |
| 最大燃油量                                                         | 139,090公升（36,740美制加侖）                                                          | 139,090公升（36,740美制加侖）                                                        | 139,090公升（36,740美制加侖）                                                              | 139,090公升（36,740美制加侖）                                                        | 139,090公升（36,740美制加侖）                                                        |                    |
| 实用升限                                                           | 12,527米（41,100英尺）                                                                 | 12,527米（41,100英尺）                                                               | 12,527米（41,100英尺）                                                                     | 12,527米（41,100英尺）                                                               | 12,527米（41,100英尺）                                                               |                    |
| 最大升限                                                           | 13,000米（42,651英尺）                                                                 | 13,000米（42,651英尺）                                                               | 13,000米（42,651英尺）                                                                     | 13,000米（42,651英尺）                                                               | 13,000米（42,651英尺）                                                               |                    |
| 引擎（×2） （详见下表）                                            | 通用电气CF6-80E1 普惠PW4000 劳斯莱斯遄达700                                            | 普惠PW4000 劳斯莱斯遄达700                                                           | 通用电气CF6-80E1 普惠PW4000 劳斯莱斯遄达700                                                | 劳斯莱斯遄达7000                                                                     | 劳斯莱斯遄达7000                                                                     |                    |
| 引擎推力（×2） （详见下表）                                        | 通用电气：68,530 lbf（304.8 kN） 普惠：70,000lbf（311kN） 劳斯莱斯：71,100lbf（316kN） | 普惠：70,000 lbf（311 kN） 劳斯莱斯：71,100 lbf（316 kN）                            | 通用电气：68,530 lbf（304.8 kN） 普惠：70,000 lbf（311 kN） 劳斯莱斯：71,100 lbf（316 kN） | 68,000 lbf（300 kN）至72,100 lbf（320 kN）                                           | 68,000 lbf（300 kN）至72,100 lbf（320 kN）                                           |                    |
| ICAO 飛機機型代號                                                  | A332                                                                                   | A332                                                                                 | A333                                                                                       | A338                                                                                 | A339                                                                                 |                    |

来源：Airbus, EASA, FAA

### 各次型及引擎
来源：EASA Type Certificate Data Sheet EASA.A.004
| 型号      | 通过认证日期   | 引擎                        | 額定最大推力 |
| --------- | -------------- | --------------------------- | ------------ |
| A330-201  | 2002年10月31日 | 通用电气CF6-80E1A2          | 64,530 lbs   |
| A330-202  | 1998年3月31日  | 通用电气CF6-80E1A4          | 66,870 lbs   |
| A330-202  | 1998年3月31日  | 通用电气CF6-80E1A4/B        | 68,530 lbs   |
| A330-203  | 2001年11月20日 | 通用电气CF6-80E1A3          | 64,530 lbs   |
| A330-223  | 1998年7月13日  | 普惠PW4168A/PW4168A-1D      | 68,600 lbs   |
| A330-223  | 1998年7月13日  | 普惠PW4170                  | 70,000 lbs   |
| A330-223F | 2010年4月9日   | 普惠PW4170（货机）          | 70,000 lbs   |
| A330-243  | 1999年1月11日  | 劳斯莱斯湍达772B-60/772C-60 | 71,100 lbs   |
| A330-243F | 2010年4月9日   | 劳斯莱斯湍达772B-60（货机） | 71,100 lbs   |
| A330-301  | 1993年10月21日 | 通用电气CF6-80E1A2          | 64,530 lbs   |
| A330-302  | 2004年5月17日  | 通用电气CF6-80E1A4          | 66,870 lbs   |
| A330-302  | 2004年5月17日  | 通用电气CF6-80E1A4/B        | 68,530 lbs   |
| A330-303  | 2004年5月17日  | 通用电气CF6-80E1A3          | 68,530 lbs   |
| A330-321  | 1994年6月2日   | 普惠PW4164                  | 64,500 lbs   |
| A330-322  | 1994年6月2日   | 普惠PW4168                  | 68,600 lbs   |
| A330-323  | 1999年4月22日  | 普惠PW4168A/PW4168A-1D      | 68,600 lbs   |
| A330-323  | 1999年4月22日  | 普惠PW4170                  | 70,000 lbs   |
| A330-341  | 1994年12月22日 | 劳斯莱斯湍达768-60          | 67,500 lbs   |
| A330-342  | 1994年12月22日 | 劳斯莱斯湍达772-60          | 71,100 lbs   |
| A330-343  | 1999年9月13日  | 劳斯莱斯湍达772B-60/772C-60 | 71,100 lbs   |

## 意外
截至2024年1月，A330涉及45起航空事故，包13起全機損毀，以及2起劫機事件，共造成338人死亡。
- 1994年6月30日，一架進行試飛的A330在圖盧茲起飛後不久失事墜毀，機上7人全部罹難。

- 2000年3月15日，馬來西亞航空一架A330-322（機身編號：9M-MKB，航班編號：MH085）從北京飛往吉隆坡，在吉隆坡國際機場著陸並停泊後，如常把行李和貨物卸下飛機。當地勤人員把80罐，共重2000公斤的草酰氯（Oxalyl chloride）卸下時，有數罐被打翻，並漏出有毒氣體。雖然意外中沒有任何傷亡，但由於貨艙被化學物侵蝕，引致機身嚴重損毀，故馬來西亞航空把該客機即時退役而不作修復。該批化學品被錯誤申報為無毒性的8-羥基喹啉（8-Hydroxyquinoline）固體，因此北京人民法院判決貨主中國化工建設總公司應賠償6500萬美元給馬來西亞航空做為損失賠償。

- 2001年7月24日，兩架停放在斯里蘭卡克倫坡國際機場的斯里蘭卡航空公司A330-243，被泰米爾之虎游擊隊炸毀。同時被炸毀的，還有一架A320、一架A340與一些軍機。另有一架A320與一架A340在事件中受損，但事後已被修理。

- 2001年8月24日，越洋航空236號班機在沒有動力的情況下，飛行65浬（120公里），最後在葡萄牙屬地亞速爾群島降落。事件中沒人死亡，但部分乘客受傷，而飛機結構與輪胎也受到輕微損壞。事後發現，事件是由於機上的其中一條燃料管道，因為維修不良而斷裂，再加上人為誤差與欠缺電腦的適當檢查，使飛行員無法從燃料重量不平衡的情況下，發現燃料管道斷裂的問題。

- 2005年3月28日，長榮航空一架A330-203（B-16306，航班編號BR2196）從台北飛往日本成田國際機場途中，於35,000英尺高空遇上晴空亂流，機上251名乘客及機組人員中有56人受傷。最後飛機在當晚六時半緊急降落成田機場。

- 2007年2月17日，瑞典新星航空（Novair）一架A330-200在阿拉伯聯合酋長國緊急降落。該航機從泰國布吉飛往丹麥哥本哈根，機上大部分乘客均為丹麥人。飛機在杜拜中途停站，起飛後，機長發現其中一具發動機出現奇怪震動，於是將有問題的發動機關掉，並折返杜拜。飛機平安降落，無人受傷。

- 2007年5月19日，一架中華航空由高雄飛香港的空中巴士A330-303型客機在23000英尺高空中引擎發動機熄火，初步認定是天氣惡劣，飛機行經雷雨區，飛機結冰速度太快。由於機長於下降前已做好所有防冰措施，因此一分鐘內，兩具引擎由系統自動點火後，即恢復正常飛行，沒有人員傷亡，飛機正常降落香港機場，誤點10分鐘。同型發動機先前在全球已發生過8次類似事件，空中巴士也發布過相關通告。

- 2007年11月22日，一架準備交付給毛里裘斯航空（Air Mauritius）的A330-202客機，載著10人在土魯斯機場進行試飛時，疑因加壓裝置故障，飛機在高空突然降壓。機長立即急降3,000米，以讓機上隨行人員可自行呼吸。意外中共有6人受傷，其中兩人於高空失壓時來不及取出氧氣罩，一度失去知覺。

- 2008年10月7日，澳洲航空72號航班（空中巴士A330-303）在由新加坡飛往澳洲帕斯途中，因ADIRU系統（大氣數據組件）出現錯誤讀數，致使多個系統出現故障信息誤讀與失效，機載的安全保護系統在空中進行了兩次高達10度的危險俯衝，造成包含機組人員與乘客在內超過百人受傷。機長凱文.蘇利文（Kevin Sullivan）在宣佈緊急情況后迫降西澳洲的利爾蒙斯機場（Learmonth Airport）。機長因此次事故患上PTSD（創傷後壓力症候群）并于2016年離開澳洲航空。至今錯誤讀數的出現原因依舊無法查清，而澳洲航空68號航班與71號航班（均為空中巴士A330-300）也分別在2006年與2008年發生同源事故，所幸並未造成人員傷亡。加拿大紀錄片空中浩劫（Mayday）第18季中對本次事故進行了記錄[97]。

- 2009年6月1日：法國航空447號班機（A330-203）由巴西里約熱內盧加利昂國際機場起飛飛往法國巴黎戴高樂機場，由於空速管結冰及機師失誤導致飛機失速墜毀於大西洋，為首次商業飛行失事，機上228人全部罹難。

- 2010年4月13日，國泰航空780號班機（A330-342，註冊編號：B-HLL）從印尼泗水飛往香港，於香港國際機場07L跑道緊急降落時機輪著火，8名乘客逃生時受輕傷。客機在空中時，二號引擎因故障需要關閉，一號引擎則繼續運作。其後該航機在降落期間，一號引擎因無法減緩至慢速模式，降落後需要急停客機，令左邊四個輪胎及右邊四個輪胎中的兩個均出現洩氣並出現小火。此事件亦令到機場北跑道被封閉2小時。

- 2010年5月12日，由南非約翰內斯堡飛往利比亞的黎波里的泛非航空771號班機（A330-202），於當地時間上午6時，在黎波里國際機場降落時墜毀，機上93名乘客及11名機組人員中的103人罹難，僅一名十歲魯本·馮·阿蘇瓦荷蘭籍男童奇跡生還，腿部受傷，但父母雙亡。

- 2013年11月，香港航空128號班機（A330-200）從香港飛往杭州途中，發現機底的航電艙門未有鎖緊，航機需急降至一萬呎的安全高度；航機最終在凌晨安全降落杭州蕭山國際機場。[來源請求]

- 2014年11月10日，南方航空3739号航班（珠海至北京）的A330客机，在空中飞行大约1个小时后，左引擎被鸟击中起火，机舱内有一股烧焦的味道，随后，机长决定将飞机迫降广州白云机场，并安全着陆[98][99]。

- 2014年12月，載有266名乘客的香港航空690號班機從香港飛往日本札幌途中，發現駕駛艙擋風玻璃有裂痕，需要折返香港國際機場。[來源請求]

- 2015年10月11日，新加坡航空一架A330於樟宜機場的閘口待機、準備執行SQ890航班時，懷疑起落架故障，導致前起落架坍塌，令艙門損毀。因鼻輪收回導致飛機向前傾斜、前門損壞[100]。

- 2015年12月18日，中国东方航空一架A330-300客機（註冊號B-6120）執飛MU782航班由印尼巴厘島飛往北京，凌晨4:30左右由於引氣系統故障導致客艙瞬間失壓，氧氣面罩落下，機組隨即將飛機自3萬英尺下降至1萬英尺，其後備降馬來西亞亞庇國際機場，並與當日派遣另一架飛機接回滯留於馬來西亞的旅客。

- 2019年8月27日，中國國際航空一架A330-300（注册号B-5958）执飞CA183航班由北京前往东京，下午5:00左右发现飞机前货仓起火，机组迅速采取灭火以及疏散乘客，无人员伤亡，事后飞机报废。

- 2019年9月29日，香港航空一班飛往峇里島的航班HX707因機件故障緊急折返。機管局表示，機場於中午12時36分收到通知，香港航空HX707前往峇里島的航班，需要折返及戒備，客機於中午12時57分降落香港國際機場後機輪冒出大量白煙並傳出巨響，傷亡情況不明，並停泊於南跑道等待進一步檢查。香港航空已安排乘客轉乘另一架飛機繼續行程，受事件影響，南跑道需要一度關閉，並於下午2時40分重開。消息指，初步相信客機上三套液壓系統的其中兩套發生故障，據知由於兩套液壓系統損壞，車輪及轉向均失能，落地後無法轉彎，車輪未能轉動，並磨擦地面引致爆胎。
- 2020年6月14日，載有80名乘客與機組人員的中華航空202號班機（機身編號：B-18302）從上海浦東飛往臺北松山機場。降落松山機場時，機上電腦的三主系統同時故障，導致發動機反推力系統、自動剎車系統及減速板均失效，飛機難以正常減速，駕駛員隨即以人工剎車進行減速，最後停在距離跑道末端十公尺左右距離，無人傷亡。此事件為全球首起的意外，相關資料已交由空中巴士調查。空中巴士也在此事件後檢查旗下A330、A340的飛控電腦的設計[101][102]。

- 2022年10月23日，大韓航空631號班機在宿务降落时冲出跑道，机上173名乘客和機組人員得以生还，但飞机因損毀嚴重而报废。
- 2024年1月20日，中华航空919号航班在台湾桃园机场起飞后不久挂出应答机紧急代码7700，据报是因为客舱无法加压，最终折返桃园机场，无人伤亡。

- 2024年8月31日，香港國泰航空一架機型為空中巴士A330-343、編號為CX431載有275名旅客的客機，原定從台灣高雄飛往香港，但在滑行準備起飛時，右側引擎發生故障，一度閃現火光之後傳出兩聲爆炸巨響，於是緊急終止起飛並滑回停機坪，所幸無人傷亡。

## 相关内容
- 空中巴士A330 MRTT
- 空中巴士A330-700L
- 空中巴士A330neo

空中客车产品线
- A220 -A300 - A310 - A320 - A330 - A340 - A350 - A380 - A400M

類似機型
- 空中客车A350
- 波音767-300/300ER/400ER
- 波音777-200/200ER
- 波音787-8/9
- 中國商飛C929

## 註解
1. ↑  飛機參考跑道需求長度大於1800公尺（含）即屬4；翼展介於52公尺（含）至65公尺之間及外側主起落架輪距介於9公尺（含）至14公尺之間。
2. ↑  尾翼高度介於60英尺（含）至66英尺之間，翼展介於171英尺（含）至214英尺之間。
3. ↑  最終進場速度介於224 km/h（121 kt）（含）至261 km/h（141 kt）之間。
4. ↑  機身長度介於49公尺（含）至61公尺之間且機身斷面小於7公尺。
5. ↑  機身長度介於61公尺（含）至76公尺之間且機身斷面小於7公尺。
6. ↑  機身長度介於159英尺（含）至200英尺之間。
7. ↑  機身長度大於200英尺（含）。
8. ↑  三扇A型门和一扇1型门安装情况下批准的最大载客量为375人；航空公司可以选择安装4扇A型门使最大载客量提升至406人。
9. ↑  三扇A型门和一扇1型门安装情况下批准的最大载客量为375人；航空公司可以选择安装4扇A型门使最大载客量提升至440人。

### 引用
1. 1 2 3 4 5
2. 1 2   (XLS). Airbus S.A.S. 2022-06-30  [2022-07-08]. （原始内容存档于2019-02-10）.
3. ↑  .   [2016-01-14]. （原始内容存档于2017-06-16）.
4. ↑  . Airbus S.A.S. January 2010  [10 December 2012]. （原始内容 (XLS)存档于23 December 2010）.
5. ↑  . Planespotter.net. 2022-03-10  [2022-03-20].
6. ↑  Norris & Wagner 2001，第9–18頁
7. ↑  Wensveen 2007，第63頁
8. 1 2  Norris & Wagner 2001，第22–23頁
9. ↑  Flight International 1981, p. 1155.
10. ↑  Eden 2008，第30頁
11. 1 2  Norris & Wagner 2001，第27.頁
12. ↑  Norris & Wagner 2001，第58.頁
13. ↑  Miravete 1999，第149.頁
14. ↑  Norris & Wagner 2001
15. ↑  . GE Aviation.   [2011-01-25]. （原始内容存档于2010-09-25）.
16. ↑  Norris & Wagner 2001，第47.頁
17. ↑  Norris & Wagner 2001，第52.頁
18. ↑  Kingsley-Jones 1997, p. 29.
19. ↑  Norris & Wagner 2001，第31.頁
20. 1 2 3  Norris & Wagner 2001，第78–79.頁
21. ↑  Norris & Wagner 2001，第85.頁
22. ↑  Norris & Wagner 2001，第84–85.頁
23. ↑  Norris & Wagner 2001，第86, 89.頁
24. 1 2  Eden 2008，第32.頁
25. ↑  Wensveen 2007，第65頁
26. ↑  Norris & Wagner 2001，第81.頁
27. ↑  Cole 2000，第37, 41頁
28. ↑   (新闻稿). Airbus S.A.S. 2009-11-12  [2011-07-02]. （原始内容存档于2012-10-03）.
29. ↑  Norris & Wagner 2001，第91.頁
30. 1 2  Norris & Wagner 2001，第95.頁
31. ↑  Norris & Wagner 2001，第99.頁
32. ↑  . Flightglobal. 2006-03-14  [2013-10-07]. （原始内容存档于2019-05-25）.
33. ↑  Kingsley-Jones, Max. . Flightglobal. 2009-11-05  [2013-10-07]. （原始内容存档于2019-05-23）.
34. ↑  . Reuters India. 2009-11-06  [2011-01-28]. （原始内容存档于2012-10-03）.
35. ↑  Reals, Kerry. . Flightglobal. 2010-07-20  [2013-10-07]. （原始内容存档于2019-05-27）.
36. ↑  . Airlinesanddestinations.com. 2010-07-20  [2011-05-25]. （原始内容存档于2018-11-29）.
37. ↑  Karp, Aaron. . ATW Online. 2011-02-04  [2011-03-05]. （原始内容存档于2011-07-07）.
38. ↑  . Airbus. 2013-04-04  [2013-05-17]. （原始内容存档于2016-09-27）.
39. ↑  Hofmann, Kurt. . Air Transport World. Penton. 2013-07-19  [2013-07-23]. （原始内容存档于2013-07-22）.
40. ↑  Dunlop, Michelle. . HeraldNet. 2013-07-19  [2013-07-23]. （原始内容存档于2016-01-04）.
41. ↑  . Airbus.   [2013-09-25]. （原始内容存档于2017-03-20）.
42. ↑  . AFP. 2014-01-13  [2015-07-04]. （原始内容存档于2014-01-14）.
43. ↑  Perrett, Bradley. "Not Tailor Made". Aviation Week and Space Technology, 14/21 October 2013, p. 26.
44. 1 2  LeBeau, Phil; Ranasinghe, Dhara. . CNBC. 2015-06-15  [2015-06-28]. （原始内容存档于2015-06-30）.
45. 1 2  . Reuters.   [2015-08-04]. （原始内容存档于2015-11-09）.
46. ↑  .   [2015-09-27]. （原始内容存档于2015-09-28）.
47. ↑  .   [2016-10-02]. （原始内容存档于2017-06-06）.
48. ↑  .   [2016-10-02]. （原始内容存档于2016-11-29）.
49. ↑  .   [2016-10-02]. （原始内容存档于2016-11-22）.
50. ↑  Jens Flottau and Guy Norris. . Aviation Week and Space Technology. 2014-01-31  [2015-10-21]. （原始内容存档于2014-07-27）.
51. 1 2  Norris, Guy. . Aviation Week and Space Technology. 2014-03-24  [2015-10-21]. （原始内容存档于2016-01-04）.
52. ↑  Flottau, Jens, "Defining priorities", Aviation Week and Space Technology, 14 July 2014, p. 70.
53. ↑  Weber, Tim. . Reuters. 2014-01-10  [2015-10-21]. （原始内容存档于2021-01-24）.
54. ↑  Jones, Rory and Robert Wall. . Wall Street Journal. 2014-05-29  [2015-10-21]. （原始内容存档于2014-07-15）.
55. ↑  . aviationweek.com.   [2015-04-01]. （原始内容存档于2015-04-02）.
56. ↑  Tim Hepher. . Reuters. 2014-06-10  [2015-07-04]. （原始内容存档于2015-09-24）.
57. ↑  . Airbus. 2014-07-14  [2015-10-21]. （原始内容存档于2016-06-29）.
58. ↑  . Business Insider. 2014-07-14  [2015-04-01]. （原始内容存档于2020-12-21）.
59. ↑  Wall, Robert, Jon Ostrower and Rory Jones, Aircraft makers curb engine choices, Wall Street Journal, 16 July 2014, p.B3
60. 1 2  David Kaminski-Morrow. . www.flightglobal.com/. Flightglobal.   [2015-10-21]. （原始内容存档于2014-12-15）.
61. ↑  Daniel Tsang. . Aspire Aviation. 2014-07-15  [2015-10-21]. （原始内容存档于2017-12-10）.
62. ↑  A330neo Launch Presentation （页面存档备份，存于） Airbus
63. ↑  . Airbus. 2016-09-27  [2016-10-02]. （原始内容存档于2016-11-22）.
64. ↑  . 2017-01-11  [2017-01-13]. （原始内容存档于2017-05-10）.
65. ↑   (PDF). 2015-05-04  [2015-07-26]. （原始内容存档 (PDF)于2016-11-23）.
66. ↑   (PDF). 2014-09-09  [2015-07-26]. （原始内容存档 (PDF)于2017-05-17）.
67. ↑  Bonnassies, Olivier. . Flightglobal. 2010-11-25  [2013-10-07]. （原始内容存档于2019-05-31）.
68. 1 2  David Kaminski-Morrow. . Flightglobal. 2012-11-29  [2012-01-04]. （原始内容存档于2019-10-25）.
69. ↑  Daniel Tsang. . aspireaviatio. 2012-07-10  [2012-11-05]. （原始内容存档于2017-09-22）.
70. ↑  . 2015-04-01  [2015-09-26]. （原始内容存档于2016-03-04）.
71. ↑  . 2015-04-01  [2015-09-26]. （原始内容存档于2016-08-21）.
72. ↑  .   [2015-09-16]. （原始内容存档于2016-07-10）.
73. ↑  . JetPhotos.   [2022-07-07]. （原始内容存档于2001-01-24） （英语）.
74. ↑  .   [2015-09-27]. （原始内容存档于2017-03-20）.
75. ↑  . Flightglobal. 2008-09-10  [2011-02-10]. （原始内容存档于2009-10-29）.
76. ↑  . Airbus S.A.S.   [2011-07-06]. （原始内容存档于2011-06-25）.
77. ↑   (新闻稿). Airbus S.A.S. 2009-02-27  [2011-05-21]. （原始内容存档于2012-10-03）.
78. ↑  . 2015-09-08  [2015-09-26]. （原始内容存档于2016-03-03）.
79. ↑  . airbus.com (Airbus). 2014  [2014-07-14]. （原始内容存档于2017-05-29）.
80. ↑  . flightglobal.com (Flight global). 2018  [2018-03-07]. （原始内容存档于2019-05-21）.
81. ↑  . Airbus. 2014-11-20  [2015-09-26]. （原始内容存档于2016-03-04）.
82. ↑  . Planespotter.net. 2022-03-10  [2022-03-20].
83. ↑  . 2015-09-16  [2015-09-16]. （原始内容存档于2017-01-30）.
84. ↑  . Twitter (Airbus). 2016-12-08.
85. ↑  ACJ330 | Airbus, a leading aircraft manufacturer （页面存档备份，存于）. Airbus.com (2 December 2013). Retrieved on 9 December 2013.
86. ↑  http://www.easa.eu.int/certification/type-certificates/docs/engines/EASA-TCDS-E.042_Rolls--Royce_plc._RB211_Trent_700_series_engines-02-29112013.pdf%5B%5D
87. ↑  . icao.int.   [2015-09-09]. （原始内容存档于2017-07-10）.
88. ↑  . Airbus S.A.S.   [2012-11-20]. （原始内容存档于2013-01-22）.
89. ↑  . Airbus S.A.S.   [2012-11-20]. （原始内容存档于2013-01-22）.
90. ↑   (PDF). Airbus S.A.S: 42–51. 2014-01-01  [2014-07-06]. （原始内容存档 (PDF)于2016-09-27）.
91. ↑  . Airbus S.A.S.   [2012-11-20]. （原始内容存档于2013-01-22）.
92. 1 2   (PDF). 歐洲航空安全局. 2013-11-22  [2014-05-16]. （原始内容 (PDF)存档于2016-03-03）.
93. ↑   (PDF). Federal Aviation Agency: 1–3.   [2011-03-05]. （原始内容存档 (PDF)于2013-01-22）.
94. ↑  . Aviation-Safety.net. 2012-02-19  [2012-02-22]. （原始内容存档于2012-01-11） （英语）.
95. ↑  . Aviation-Safety.net. 2012-02-19  [2012-02-22]. （原始内容存档于2022-07-10） （英语）.
96. ↑  . Aviation-Safety.net. 2012-02-19  [2012-02-22]. （原始内容存档于2012-03-16） （英语）.
97. ↑  .   [2018-08-18]. （原始内容存档于2020-12-21）.
98. ↑  .   [2014-11-13]. （原始内容存档于2020-11-18）.
99. ↑  .   [2014-11-13]. （原始内容存档于2020-11-10）.
100. ↑  .   [2015-10-22]. （原始内容存档于2017-02-01）.
101. ↑  . TTSB. 2021-09-03  [2022-10-21]. （原始内容存档于2022-10-21） （英语）.
102. ↑  Loh, Chris. . Simple Flying. 2020-07-04  [2022-10-21]. （原始内容存档于2022-10-21） （美国英语）.

### 书目
- . Flight International. 11–17 October 1981, 120 (3780): 1,152–1199  [23 January 2011]. ISSN 0161-7370. （原始内容存档于2012-11-03）.
- . Flight International. 15 January 1997, 151 (4557): 5  [6 October 2013]. ISSN 0161-7370. （原始内容存档于2018-04-21）.
- . Flight International. 1–7 August 2000, 159 (4740): 11  [31 January 2011]. ISSN 0161-7370. （原始内容存档于2012-11-04）.
- Cole, Lance. . London: Zenith Imprint, 2000. 2000. ISBN 978-0-7603-0945-2.[永久]
- Eden, Paul E. (编). . London: Amber Books, 2008. 2008. ISBN 978-1-905704-86-6.
- Fullbrook, David. . Flight International. 31 July – 6 August 2001, 160 (4791): 10  [7 October 2013]. ISSN 0161-7370. （原始内容存档于2015-02-07）.
- Gunston, Bill. . Sparkford, Yeovil, Somerset, UK: Haynes Publishing, 2009. 1 February 2010. ISBN 978-1-84425-585-6.
- Henley, Peter. . Flight International. 25 February – 3 March 1998, 153 (4614): 36–40  [25 January 2011]. ISSN 0161-7370. （原始内容存档于2012-11-04）.
- Ionides, Nicholas; Kingsley-Jones, Max. . Flight International. 15–21 June 2004, 165 (4938): 10  [7 October 2013]. ISSN 0161-7370. （原始内容存档于2013-12-12）.
- Kingsley-Jones, Max. . Flight International. 4 November 1997: 28–30  [26 January 2011]. ISSN 0161-7370. （原始内容存档于2009-09-09）.
- Kingsley-Jones, Max; Lewis, Peter. . Flight International. 17–23 April 2001, 158 (4759): 6  [31 January 2011]. ISSN 0161-7370. （原始内容存档于2012-11-04）.
- Kingsley-Jones, Max. . Flight International. 4–10 September 2001, 160 (4796): 51  [7 October 2013]. ISSN 0161-7370. （原始内容存档于2015-06-11）.
- Lawrence, Phillip K. and David Weldon Thornton. . London: Ashgate Publishing. 2005. ISBN 978-0-7546-4626-6.
- Learmount, David. . Flight International: 111–116. 5–11 September 1990  [1 September 2015]. ISSN 0161-7370. （原始内容存档于2012-11-04）. |volume=被忽略 (帮助); |issue=被忽略 (帮助)
- Learmount, David. . Flight International. 13–19 July 1994, 146 (4429): 4  [19 February 2012]. ISSN 0161-7370. （原始内容存档于2012-11-05）.
- Learmount, David. . Flight International. 10–16 August 1994, 146 (4433): 6  [19 February 2012]. ISSN 0161-7370. （原始内容存档于2012-11-05）.
- Lewis, Paul. . Flight International. 20–26 November 1996, 150 (4550): 9  [7 October 2013]. ISSN 0161-7370. （原始内容存档于2015-04-19）.
- Miravete, Antonio. . Sawston, Cambridge, UK: Woodland Publishing, 1999. 1 January 1999. ISBN 978-0-8493-1795-8.
- Norris, Guy and Mark Wagner. . St. Paul, Minnesota: MBI Publishing, 2001. 2001. ISBN 978-0-7603-0889-9.
- Wensveen, J.G. . Burlington, Vermont: Ashgate Publishing, 2007. 1 January 2007. ISBN 978-0-7546-7171-8.